# Hugh Boyle
Hugh Charles Boyle, né le 8 octobre 1873 à Johnstown et mort le 22 décembre 1950 à Pittsburgh, est un prélat américain qui fut évêque de Pittsburgh de 1921, jusqu'à sa mort. Sa devise était Quod Deus vult.

## Biographie
Hugh Boyle naît dans une famille de neuf enfants de Charles et Anna (née Keelan) Boyle. Son père est un immigré irlandais qui travaille comme mineur. Hugh Boyle reçoit sa première éducation à l'école paroissiale, puis au St. Vincent College de Latrobe (tenu par les bénédictins) à 14 ans. Pendant l'inondation de 1889 à Johnstown, son père et presque tous ses frères et sœurs meurent noyés; hormis lui seuls sa mère et un de ses frères survivent. Il commence ses études en vue de la prêtrise au St. Vincent Seminary, dépendant de l'abbaye de Latrobe, en 1891.
Hugh Boyle est ordonné prêtre par Mgr Richard Phelan le 2 juillet 1898. Il est nommé à la paroisse Saint-Louis-de-Gonzague de Wilmerding, où il demeure pendant cinq ans ; puis il sert à la cathédrale de Pittsburgh et comme secrétaire de l'évêque de Pittsburgh, Mgr Regis Canevin, jusqu'en 1909, lorsqu'il devient surintendant des écoles diocésaines. De 1916 à 1921, il sert comme curé de Sainte-Marie-Madeleine de Homestead.
Le 16 juin 1921, Hugh Boyle est nommé évêque de Pittsburgh par Benoît XV. Il est consacré le 29 juin suivant par Mgr Canevin. Pendant ses vingt-neuf ans d'épiscopat, Mgr Boyle jouit de la réputation d'un des chefs de file des éducateurs du pays. Il ouvre des écoles secondaires et professionnelles, demandant souvent aux Frères des écoles chrétiennes d'en prendre la charge (comme à la Central Catholic High School de Pittsburgh). C'est un défenseur ardent de la justice sociale dans la ligne de la doctrine sociale de l'Église et il soutient la Catholic Radical Alliance, fondée en 1937. En 1941, il ouvre la Catholic Workers' School de Pittsburgh.
Pendant la Seconde Guerre mondiale, Mgr Boyle est président de la commission du National Catholic Welfare Council pour le secours à la Pologne. Il défend le bombardement des Alliés sur Rome, comme une nécessité de guerre et prend note du fait que les bombardements ont évité les monuments majeurs de l'histoire religieuse et culturelle de la Cité éternelle. Mgr Boyle joue aussi un rôle éminent dans les activités de la Legion of Decency et il est membre de la commission épiscopale sur les films de cinéma.
Mgr Boyle meurt au Mercy Hospital de Pittsburgh à l'âge de 77 ans. Il est enterré au cimetière St. Mary's de Lawrenceville, quartier de Pittsburgh.